# Takayuki Funayama
Takayuki Funayama (jap. 船山 貴之 Funayama Takayuki; ur. 6 maja 1987 w Naricie) – japoński piłkarz występujący na pozycji napastnika. Obecnie występuje w JEF United Chiba.

## Kariera klubowa
Od 2010 roku występował w klubach Tochigi SC, Matsumoto Yamaga FC, Kawasaki Frontale i JEF United Chiba.